# Ankenhubel
Ankenhubel är en bergstopp i Schweiz. Den ligger i kantonen Obwalden, i den centrala delen av landet, 60 km öster om huvudstaden Bern. Toppen på Ankenhubel är 1 549 meter över havet.